# Лурбек
Лурбек (нід. Loerbeek) — село в нідерландській провінції Гелдерланд. Входить до муніципалітету Монтферланд.
Його площа становить 4,25км², а населення станом на 2021 рік складало 695 осіб.
Перша згадка про населений пункт датується 1240-им роком.

## Галерея

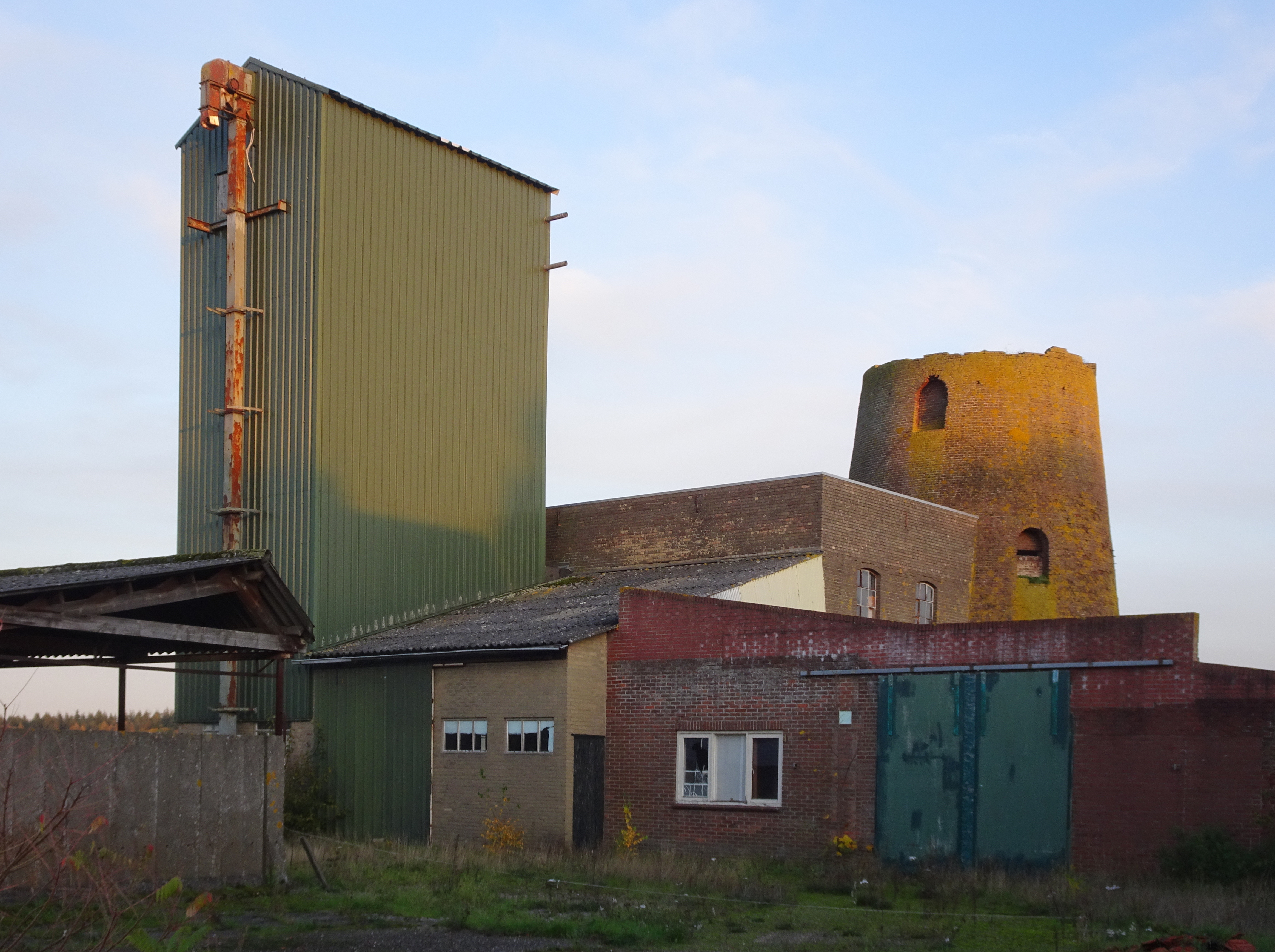
Залишки вітряка (1845)
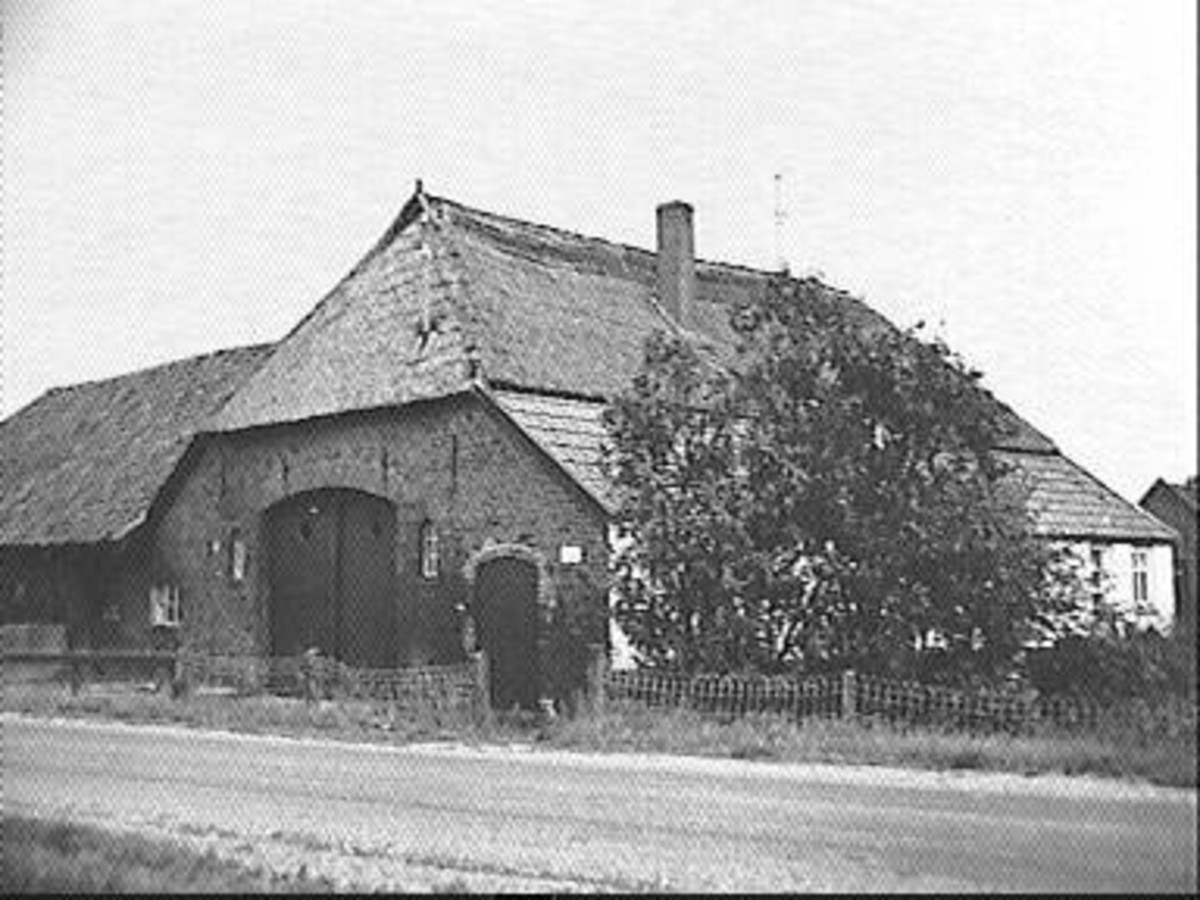
Ферма